# Élections cantonales françaises de 1842
Des élections cantonales sont organisées en France en décembre 1842.